# August Friedrich Schenck

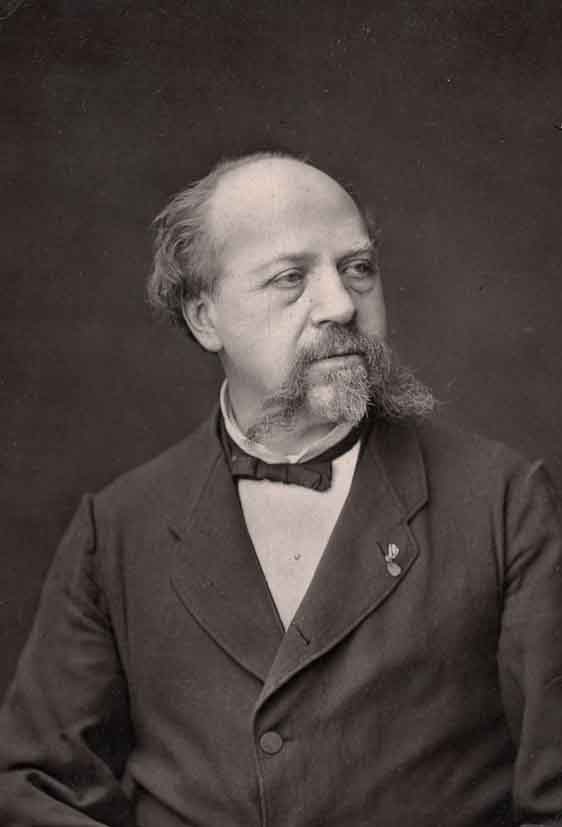
August Friedrich Schenck

August Friedrich Albrecht Schenck (* 23. April 1828 in Glückstadt; † 29. Dezember 1900 in Écouen) war ein deutscher Maler, der Mitte des 19. Jahrhunderts mit seinen Tiermotiven weltweite Beachtung fand.

## Leben
Als junger Mann verließ Schenck das damals dänische Glückstadt, um als „Weinreisender“ in Deutschland, Russland und schließlich Portugal ein einträgliches Einkommen zu erzielen. Nach fünf Jahren verließ er Portugal mit dem Ziel Paris. Dort ließ er sich zum Maler ausbilden. Er wurde Schüler von Léon Cogniet (1794–1880), Professor an der École des Beaux-Arts. Er ließ sich dauerhaft in Frankreich nieder.
Als 27-Jähriger hatte er sein Debüt als Maler bei der Weltausstellung in Paris 1855. 1857 beteiligte er sich an der schleswig-holsteinischen Jubiläumsausstellung. Es begann eine erfolgreiche Schaffensperiode. Besonders mit seinen Tierbildern wurde er berühmt. Neben der französischen Malerin Rosa Bonheur (1822–1899) war er der gefragteste Tiermaler, dessen Werke international gesammelt wurden.
Um 1862 ließ er sich mit seiner Frau, der gebürtigen Warschauerin Ludowika Stapaczinska, in dem Künstlerort Écouen nieder, etwa 20 km nördlich von Paris. Die École d’Écouen zog namhafte Künstler an, darunter Charles-François Daubigny, Camille Corot und Mary Cassatt. Noch heute hinterlässt Schenck Spuren in Écouen: die Straße Rue de la Beauvette, in der sich sein Anwesen befand, wurde 1906 in Rue Auguste Schenck umbenannt. Im Rathaussaal hängt sein Gemälde L’Échir, in der Kirche sein Lamm Gottes – Agnus dei.
Zu Lebzeiten war Schenck überregional bekannt. Bedeutende Museen erwarben seine Werke. August Schenck starb am 29. Dezember 1900.  Sein Grab in Écouen existiert noch, Haus und Atelier nicht mehr.

## Werk

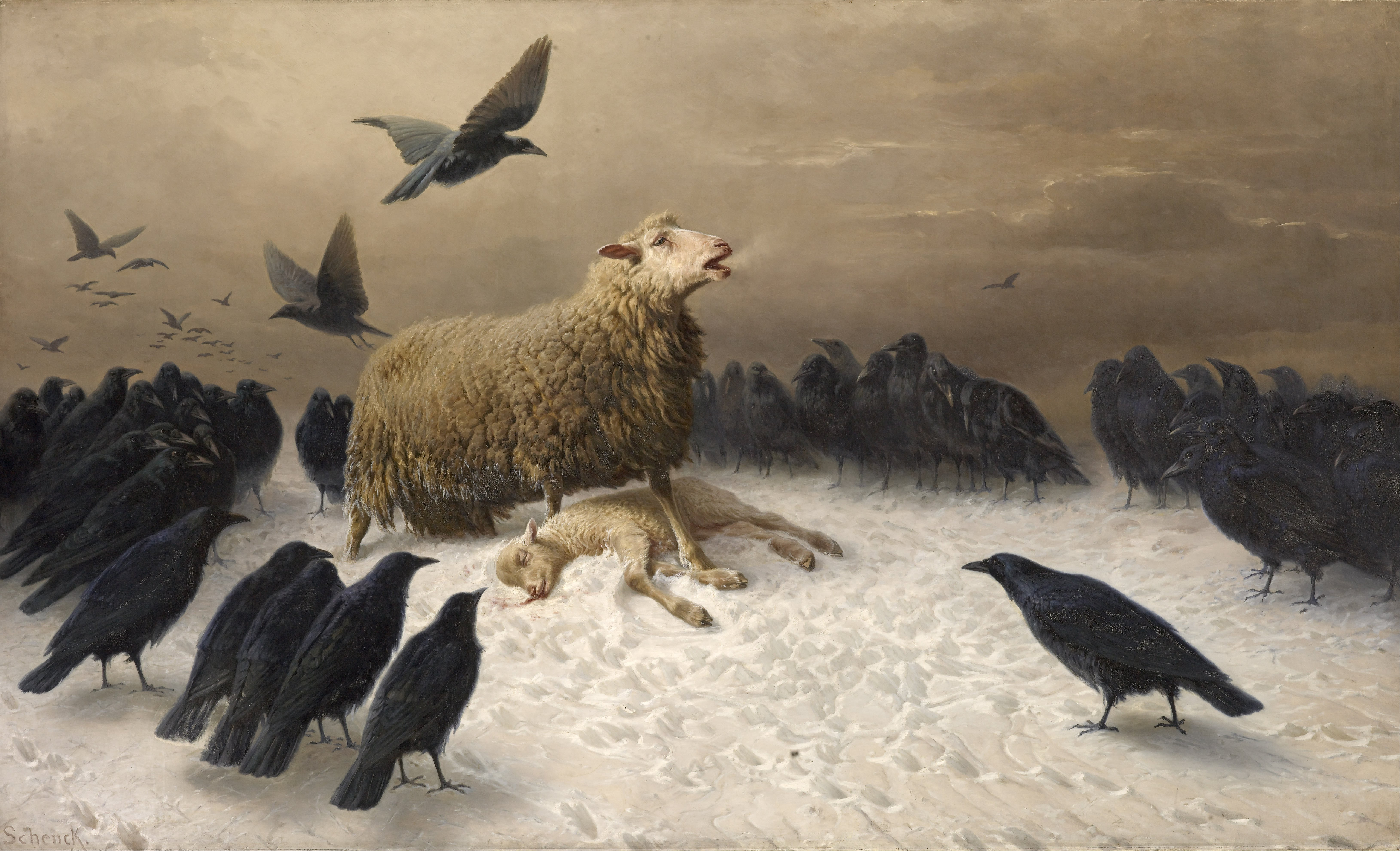
Angoisses (1876/78), National Gallery of Victoria, Melbourne

Beeinflusst durch seinen Lehrer Cogniet begann Schenck mit Historien- und Genremalerei. Danach spezialisierte er sich auf Tiermalerei. Berühmt wurde er mit seinen Schafen. Die Zeitschrift La revue de Paris bezeichnete ihn 1875 als den „größten Schafmaler unserer Zeit“.  In der Blütezeit zu hohen Preisen erworben und gesammelt, ist Schencks Werk heute nahezu vergessen. Falls ein Gemälde einmal in einer Auktion angeboten wird, ist es moderat taxiert. Ein Kuriosum stellt Salvador Dalís Verfremdung von Schencks Motiv L’Échir in ein surrealistisches Interieur dar.
Auszeichnungen
- 1865: Medaille des Salon de Paris
- 1876: Medaille bei der Ausstellung in Philadelphia
- Portugiesischer Christusorden
- 1885: Ritter der Ehrenlegion